# Nebojša Zorkić
Nebojša Zorkić (cyr. Небојша Зоркић; ur. 21 sierpnia 1961 w Zemunie) – serbski koszykarz, w barwach Jugosławii brązowy medalista olimpijski z Los Angeles.
Był zawodnikiem m.in. Partizana Belgrad i OKK z tego miasta. Brązowy medal igrzysk był jego największym sukcesem osiągniętym z reprezentacją, w 1985 brał udział w mistrzostwach Europy. Wcześniej odnosił sukcesy z juniorskimi kadrami Jugosławii.

## Osiągnięcia
Drużynowe
- Mistrz Jugosławii (1981)
- Wicemistrz Jugosławii (1982)

Reprezentacja
- Mistrz:
  - igrzysk śródziemnomorskich (1983)
  - Europy U-16 (1979)
- Wicemistrz Europy U-18 (1980)
- Brązowy medalista olimpijski (1984)
- Uczestnik mistrzostw Europy (1985 – 7. miejsce)